# Hubroria picapa
Hubroria picapa är en mångfotingart som beskrevs av Keeton 1960. Hubroria picapa ingår i släktet Hubroria och familjen Xystodesmidae. Inga underarter finns listade i Catalogue of Life.